# Saison 2018-2019 du Paris Saint-Germain
Maillots
Chronologie
Saison précédente Saison suivante
La saison 2018-2019 du Paris Saint-Germain est la 49e saison de son histoire et la 45e en première division.

## Résumé de la saison

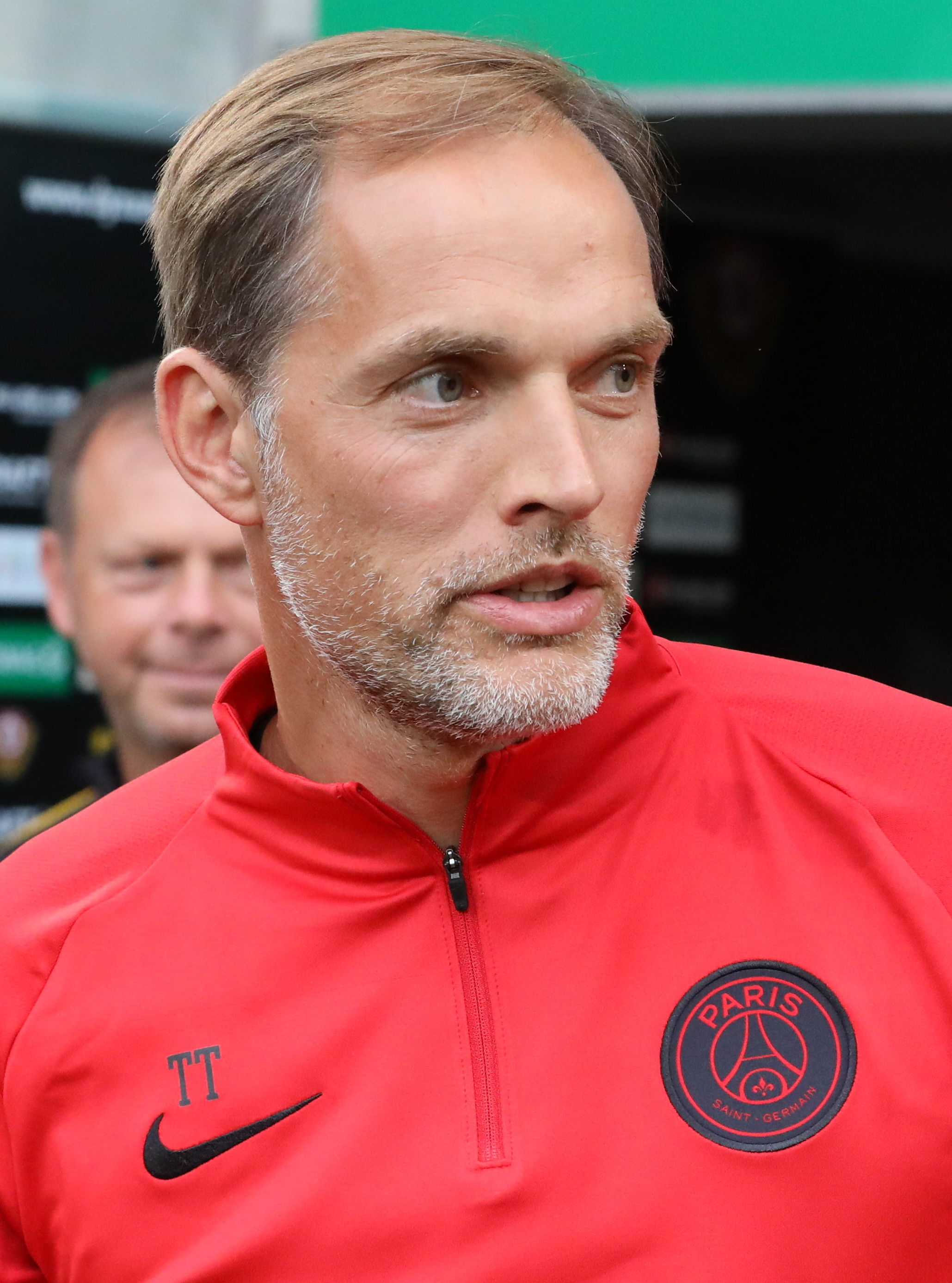
Pour sa première saison en tant qu'entraîneur du club, [Thomas Tuchel] remporte 2 titres avec le Paris SG.

À la suite du nouvel échec en Ligue des champions la saison passée, le contrat de l'entraîneur basque Unai Emery n'est pas prolongé pour la saison 2018/19. Le club décide de nommer l'Allemand Thomas Tuchel à sa place. À l'intersaison, la légende italienne Gianluigi Buffon ainsi que le prometteur défenseur allemand Thilo Kehrer rejoignent le PSG. Le latéral espagnol Juan Bernat et l'attaquant camerounais Eric-Maxim Choupo-Moting complètent le mercato. Afin de rentrer dans les clous du Fair-Play Financier (FPF) de l'UEFA, plusieurs départs ont lieu, notamment Thiago Motta (qui décide de prendre sa retraite pour devenir entraineur de l'équipe U19 du PSG) et Javier Pastore (vendu pour 24,7 millions d'euros à l'AS Rome), deux joueurs emblématiques du club présents depuis le tout début de l'ère QSI. Gonçalo Guedes est transféré pour 40 millions d'euros (et 10 de bonus) au Valence CF, ce qui constitue la vente record dans l'histoire du club.
En Ligue 1, le début de parcours du champion de France en titre frise la perfection : après 14 journées et autant de victoires, les Parisiens figurent sans surprise en tête du classement, cumulant meilleure attaque (46 buts) et meilleure défense (7 buts encaissés). Cependant, lors de la première journée de la phase de groupe de Ligue des Champions, le PSG s'incline chez les Reds de Liverpool à Anfield sur le score de 3 buts à 2. Lors de la deuxième journée, le club reçoit l'Étoile rouge de Belgrade, match qui tourne à la démonstration : 4-0 à la mi-temps, score final de 6-1. Mais, le match suivant, le PSG concède le nul 2-2 au Parc des Princes face au SSC Naples, avant d'accrocher à nouveau la formation italienne au match retour (1-1). Finalement, le PSG arrache sa qualification et termine même premier du « groupe de la mort » grâce à deux victoires lors des deux derniers matchs (2-1 au Parc contre Liverpool et 1-4 à Belgrade). Le 9 janvier 2019, les Parisiens perdent (1-2) au Parc des Princes contre l'EA Guingamp. C'est la première fois depuis 2012 que le PSG perd un match de Coupe de la Ligue mettant ainsi fin à une série record de 21 victoires d'affilée dans cette compétition pour cinq trophées consécutifs. L'Argentin Leandro Paredes arrive en fin de mercato hivernal pour renforcer le milieu de terrain.
Lors des huitièmes de finale de la Ligue des Champions, après une victoire au match aller à Old Trafford contre Manchester United (0-2), l'équipe s'incline 1-3 au Parc des Princes lors du match retour, dans une rencontre marquée par de trop nombreuses erreurs défensives similaires à la remontada barcelonaise deux ans plus tôt, et se retrouve éliminée du tournoi devant la porte des quarts de finale pour la troisième fois consécutive. Le PSG achève une saison 2018-2019 en demi-teinte sur un huitième titre de champion de France, titre cependant ponctué par plusieurs défaites en fin de saison dont une très lourde contre le Lille OSC (5-1 au Stade Pierre-Mauroy).
Le PSG perdra en finale de la Coupe de France le 27 avril 2019 contre le Stade rennais : menés 2-0, les Bretons remonteront à 2-2 avant la fin du temps réglementaire, puis le score restera le même jusqu'aux tirs au but où les Parisiens perdront finalement 6-5, mettant fin à une série de quatre titres consécutifs dans cette compétition pour le club.

## Préparation d'avant-saison
La saison 2018-2019 du Paris Saint-Germain débute officiellement le mercredi 4 juillet 2018 avec la reprise de l'entraînement au Camp des Loges.

## Transferts

### Transferts estivaux
| Nom                      | Nationalité | Poste     | Transfert                          | Provenance/Destination | Division             |
| ------------------------ | ----------- | --------- | ---------------------------------- | ---------------------- | -------------------- |
| Arrivées                 |             |           |                                    |                        |                      |
|                          |             |           |                                    |                        |                      |
| Thilo Kehrer             | Allemagne   | Défenseur | Transfert (37 millions d'euros)    | FC Schalke 04          | Bundesliga           |
| Juan Bernat              | Espagne     | Défenseur | Transfert (5 millions d'euros)     | Bayern Munich          | Bundesliga           |
| Gianluigi Buffon         | Italie      | Gardien   | Fin de contrat (libre)             | Juventus FC            | Serie A              |
| Eric Maxim Choupo-Moting | Cameroun    | Attaquant | Rupture de contrat (libre)         | Stoke City FC          | Premier League       |
| Jean-Christophe Bahebeck | France      | Attaquant | Retour de prêt                     | FC Utrecht             | Eredivisie           |
| Yohan Demoncy            | France      | Milieu    | Retour de prêt                     | US Orléans             | Ligue 2              |
| Rémy Descamps            | France      | Gardien   | Retour de prêt                     | Tours FC               | Ligue 2              |
| Moussa Diaby             | France      | Attaquant | Retour de prêt                     | FC Crotone             | Serie A              |
| Odsonne Édouard          | France      | Attaquant | Retour de prêt                     | Celtic FC              | Scottish Premiership |
| Alec Georgen             | France      | Défenseur | Retour de prêt                     | AZ Alkmaar             | Eredivisie           |
| Gonçalo Guedes           | Portugal    | Attaquant | Retour de prêt                     | Valence CF             | La Liga              |
| Jonathan Ikoné           | France      | Milieu    | Retour de prêt                     | Montpellier HSC        | Ligue 1              |
| Jesé                     | Espagne     | Attaquant | Retour de prêt                     | Stoke City FC          | Premier League       |
| Grzegorz Krychowiak      | Pologne     | Milieu    | Retour de prêt                     | West Bromwich Albion   | Premier League       |
| Gaëtan Robail            | France      | Attaquant | Retour de prêt                     | Valenciennes FC        | Ligue 2              |
| Yacine Adli              | France      | Milieu    | Premier contrat professionnel      | PSG B                  | National 2           |
| Tidjany Chabrol          | France      | Milieu    | Premier contrat professionnel      | PSG -17 ans            | National U17         |
| Sébastien Cibois         | France      | Gardien   | Premier contrat professionnel      | PSG B                  | National 2           |
| Eric Junior Dina-Ebimbe  | France      | Milieu    | Premier contrat professionnel      | PSG -19 ans            | National U19         |
| Samuel Essende           | France      | Attaquant | Premier contrat professionnel      | PSG B                  | National 2           |
| Alexandre Fressange      | France      | Attaquant | Premier contrat professionnel      | PSG -19 ans            | National U19         |
| Garissone Innocent       | France      | Gardien   | Premier contrat professionnel      | PSG -19 ans            | National U19         |
| Loïc Mbe Soh             | France      | Défenseur | Premier contrat professionnel      | PSG -19 ans            | National U19         |
| Idriss Mzaouiyani        | France      | Milieu    | Premier contrat professionnel      | PSG -19 ans            | National U19         |
| Stanley Nsoki            | France      | Défenseur | Premier contrat professionnel      | PSG B                  | National 2           |
| Massinissa Oufella       | France      | Milieu    | Premier contrat professionnel      | PSG -17 ans            | National U17         |
| Timothée Pembélé         | France      | Défenseur | Premier contrat professionnel      | PSG -19 ans            | National U19         |
| Virgiliu Postolachi      | Moldavie    | Attaquant | Premier contrat professionnel      | PSG -19 ans            | National U19         |
| Kays Ruiz-Atil           | Maroc       | Milieu    | Premier contrat professionnel      | PSG -19 ans            | National U19         |
| Moussa Sissako           | France      | Défenseur | Premier contrat professionnel      | PSG -19 ans            | National U19         |
| Arthur Zagre             | France      | Défenseur | Premier contrat professionnel      | PSG B                  | National 2           |
| Départs                  |             |           |                                    |                        |                      |
| Gonçalo Guedes           | Portugal    | Attaquant | Transfert (40+10 millions d'euros) | Valence CF             | La Liga              |
| Javier Pastore           | Argentine   | Milieu    | Transfert (24,7 millions d'euros)  | AS Roma                | Serie A              |
| Yuri Berchiche           | Espagne     | Défenseur | Transfert (24 millions d'euros)    | Athletic Bilbao        | La Liga              |
| Odsonne Édouard          | France      | Attaquant | Transfert (10,3 millions d'euros)  | Celtic FC              | Scottish Premiership |
| Jonathan Ikoné           | France      | Milieu    | Transfert (5 millions d'euros)     | Lille OSC              | Ligue 1              |
| Jean-Christophe Bahebeck | France      | Attaquant | Transfert (montant inconnu)        | FC Utrecht             | Eredivisie           |
| Yohan Demoncy            | France      | Milieu    | Transfert (montant inconnu)        | US Orléans             | Ligue 2              |
| Giovani Lo Celso         | Argentine   | Milieu    | Prêt payant (3 millions d'euros)   | Betis Séville          | La Liga              |
| Grzegorz Krychowiak      | Pologne     | Milieu    | Prêt payant (1,5 million d'euros)  | Lokomotiv Moscou       | Première Ligue russe |
| Kevin Trapp              | Allemagne   | Gardien   | Prêt payant (1 million d'euros)    | Eintracht Francfort    | Bundesliga           |
| Rémy Descamps            | France      | Gardien   | Prêt                               | Clermont Foot          | Ligue 2              |
| Samuel Essende           | France      | Attaquant | Prêt                               | KAS Eupen              | Division 1A          |
| Gaëtan Robail            | France      | Attaquant | Prêt                               | Valenciennes FC        | Ligue 2              |
| Kylian Mbappé            | France      | Attaquant | Fin du prêt                        | AS Monaco              | Ligue 1              |
| Hatem Ben Arfa           | France      | Milieu    | Fin de contrat                     | Stade rennais          | Ligue 1              |
| Lorenzo Callegari        | France      | Milieu    | Fin de contrat                     | Genoa CFC              | Serie A              |
| Thiago Motta             | Italie      | Milieu    | Fin de contrat                     | Retraite               | Retraite             |

### Transferts hivernaux
| Nom               | Nationalité | Poste     | Transfert                         | Provenance/Destination   | Division             |
| ----------------- | ----------- | --------- | --------------------------------- | ------------------------ | -------------------- |
| Arrivées          |             |           |                                   |                          |                      |
| Leandro Paredes   | Argentine   | Milieu    | Transfert (40+7 millions d'euros) | Zénith Saint-Pétersbourg | Première ligue russe |
| Levi Opdam        | Pays-Bas    | Défenseur | Rupture de contrat (libre)        | AZ Alkmaar               | Eerste Divisie       |
| Bandiougou Fadiga | France      | Milieu    | Premier contrat professionnel     | PSG -19 ans              | National U19         |
| Metehan Güclü     | Turquie     | Attaquant | Premier contrat professionnel     | PSG B                    | National 2           |
| Maxen Kapo        | France      | Milieu    | Premier contrat professionnel     | PSG -19 ans              | National U19         |
| Départs           |             |           |                                   |                          |                      |
| Yacine Adli       | France      | Milieu    | Transfert (5,5 millions d'euros)  | Girondins de Bordeaux    | Ligue 1              |
| Antoine Bernede   | France      | Milieu    | Transfert (3 millions d'euros)    | RB Salzbourg             | Bundesliga           |
| Jesé              | Espagne     | Attaquant | Prêt                              | Real Betis               | La Liga              |
| Kévin Rimane      | France      | Défenseur | Prêt                              | NK Istra 1961            | Prva Liga            |
| Timothy Weah      | États-Unis  | Attaquant | Prêt                              | Celtic FC                | Scottish Premiership |
| Lassana Diarra    | France      | Milieu    | Rupture de contrat                | Retraite                 | Retraite             |

## Compétitions
| Championnat de France | Ligue des champions                                     | Coupe de France                            | Coupe de la Ligue                           | Trophée des champions              |
| --------------------- | ------------------------------------------------------- | ------------------------------------------ | ------------------------------------------- | ---------------------------------- |
| Vainqueur 91 points   | Huitièmes de finale face à Manchester United (0-2, 1-3) | Finale face au Stade rennais (2-2, 6-5tab) | Quarts de finale face à l'EA Guingamp (1-2) | Vainqueur face à l'AS Monaco (4-0) |
| 29V 4N 5D             | 4V 2N 2D                                                | 5V 1N 0D                                   | 1V 0N 1D                                    | 1V 0N 0D                           |
| TOTAL : 40V 7N 8D     |                                                         |                                            |                                             |                                    |

### Championnat
La Ligue 1 2018-2019 est la quatre-vingt-unième édition du championnat de France de football et la dix-septième sous l'appellation « Ligue 1 ». La division oppose vingt clubs en une série de trente-huit rencontres. Les meilleurs de ce championnat se qualifient pour les coupes d'Europe que sont la Ligue des Champions (le podium) et la Ligue Europa (le quatrième et les vainqueurs des coupes nationales). Le Paris Saint-Germain participe à cette compétition pour la quarante-sixième fois de son histoire et la quarante-cinquième fois de suite depuis la saison 1974-1975, ce qui constitue un record au niveau national.

#### Journées 16 à 19
Extrait du classement de Ligue 1 2018-2019 à la trêve hivernale
| Rang | Équipe              | Pts | J  | G  | N | P | Bp | Bc | Diff |
| ---- | ------------------- | --- | -- | -- | - | - | -- | -- | ---- |
| 1    | Paris Saint-Germain | 47  | 17 | 15 | 2 | 0 | 50 | 10 | +40  |
| 2    | Lille OSC           | 34  | 19 | 10 | 4 | 5 | 29 | 19 | +10  |
| 3    | Olympique lyonnais  | 32  | 18 | 9  | 5 | 4 | 30 | 21 | +9   |
| 4    | Montpellier HSC     | 30  | 17 | 8  | 6 | 3 | 25 | 13 | +12  |
| 5    | AS Saint-Étienne    | 30  | 18 | 8  | 6 | 4 | 28 | 22 | +6   |

#### Classement
| Rang | Équipe                  | Pts | J  | G  | N  | P  | Bp  | Bc | Diff | Qualification ou relégation                                      |
| ---- | ----------------------- | --- | -- | -- | -- | -- | --- | -- | ---- | ---------------------------------------------------------------- |
| 1    | Paris Saint-Germain T S | 91  | 38 | 29 | 4  | 5  | 105 | 35 | +70  | Qualification pour la phase de groupes de la Ligue des champions |
| 2    | LOSC Lille              | 75  | 38 | 22 | 9  | 7  | 68  | 33 | +35  | Qualification pour la phase de groupes de la Ligue des champions |
| 3    | Olympique lyonnais      | 72  | 38 | 21 | 9  | 8  | 70  | 47 | +23  | Qualification pour la phase de groupes de la Ligue des champions |
| 4    | AS Saint-Étienne        | 66  | 38 | 19 | 9  | 10 | 59  | 41 | +18  | Qualification pour la phase de groupes de la Ligue Europa        |
| 5    | Olympique de Marseille  | 61  | 38 | 18 | 7  | 13 | 60  | 52 | +8   |                                                                  |
| 6    | Montpellier Hérault SC  | 59  | 38 | 15 | 14 | 9  | 53  | 42 | +11  |                                                                  |
| 7    | OGC Nice                | 56  | 38 | 15 | 11 | 12 | 30  | 35 | −5   |                                                                  |

#### Évolution du classement et des résultats
| Rang     | 2 | 1 | 1 | 1 | 1 | 1 | 1 | 1 | 1 | 1 | 1 | 1 | 1 | 1 | 1 | 1 | 1 | 1 | 1 | 1 | 1 | 1 | 1 | 1 | 1 | 1 | 1 | 1 | 1 | 1 | 1 | 1 | 1 | 1 | 1 | 1 | 1 | 1 | 37 |   |   |
| Résultat | G | G | G | G | G | G | G | G | G | G | G | G | G | G | N | N | G | G | G | G | G | G | D | G | G | G | G | D | G | G | N | D | G | D | N | G | G | D | —  | — | — |

### Ligue des champions
La Ligue des champions 2018-2019 est la 64e édition de la Ligue des champions, la plus prestigieuse des compétitions européennes inter-clubs. Elle est divisée en deux phases, une phase de groupes, qui consiste en huit mini-championnats de quatre équipes par groupe, les deux premières poursuivant la compétition et la troisième étant repêchée en seizièmes de finale de la Ligue Europa.

#### Parcours en Ligue des champions
Lors de la première journée de la phase de groupe, le PSG s'incline chez les Reds de Liverpool à Anfield sur le score de 3 buts à 2 (buts de Sturridge 30e, Milner 36e et Firmino 92e pour Liverpool contre Meunier 40e et Mbappé 83e pour le PSG). À la suite de cet échec, les Parisiens se retrouvent même derniers du groupe C, le Napoli ayant été tenu en échec par l'Étoile Rouge de Belgrade. C'est justement contre le club serbe que le PSG joue son deuxième match de poule, lequel tourne à la démonstration : 4-0 à la mi-temps, score final de 6-1. Dans le même temps, Naples s'impose contre Liverpool. Après deux matchs, les italiens figurent donc en tête du groupe C, devant les Reds, qui devancent le PSG à la faveur du résultat de leur confrontation directe.

#### Phase de groupes
| Rang | Équipe                   | Pts | J | G | N | P | Bp | Bc | Diff |  | Résultats (▼ dom., ► ext.) |     |     |     |     |
| ---- | ------------------------ | --- | - | - | - | - | -- | -- | ---- |  | -------------------------- | --- | --- | --- | --- |
| 1    | Paris Saint-Germain      | 11  | 6 | 3 | 2 | 1 | 17 | 9  | +8   |  | Paris Saint-Germain        |     | 2-1 | 2-2 | 6-1 |
| 2    | Liverpool FC             | 9   | 6 | 3 | 0 | 3 | 9  | 7  | +2   |  | Liverpool FC               | 3-2 |     | 1-0 | 4-0 |
| 3    | SSC Naples               | 9   | 6 | 2 | 3 | 1 | 7  | 5  | +2   |  | SSC Naples                 | 1-1 | 1-0 |     | 3-1 |
| 4    | Étoile rouge de Belgrade | 4   | 6 | 1 | 1 | 4 | 5  | 17 | -12  |  | Étoile rouge de Belgrade   | 1-4 | 2-0 | 0-0 |     |

### Coupe de la Ligue
La coupe de la Ligue 2018-2019 est la 25e édition de la Coupe de la Ligue, compétition à élimination directe organisée par la Ligue de football professionnel (LFP) depuis 1994, qui rassemble uniquement les clubs professionnels de Ligue 1, Ligue 2 et National. Depuis 2009, la LFP a instauré un nouveau format de coupe plus avantageux pour les équipes qualifiées pour une coupe d'Europe avec une entrée en huitièmes de finale, ce qui est le cas pour le PSG. Le Paris Saint-Germain remet son titre de Coupe de la Ligue en jeu pour la cinquième fois consécutive, après les éditions 2014, 2015, 2016, 2017 et 2018. Le club parisien détient le record de victoires, au nombre de huit, dans cette compétition, à cinq unités devant l'Olympique de Marseille et les Girondins de Bordeaux.

### Coupe de France
La coupe de France 2018-2019 est la 102e édition de la coupe de France, une compétition à élimination directe mettant aux prises tous les clubs de football amateurs et professionnels à travers la France métropolitaine et les DOM-TOM. Elle est organisée par la FFF et ses ligues régionales. Le tenant du titre est le PSG qui l'a gagné 4 fois consécutivement (depuis 2015).

## Joueurs et encadrement technique

### Encadrement technique

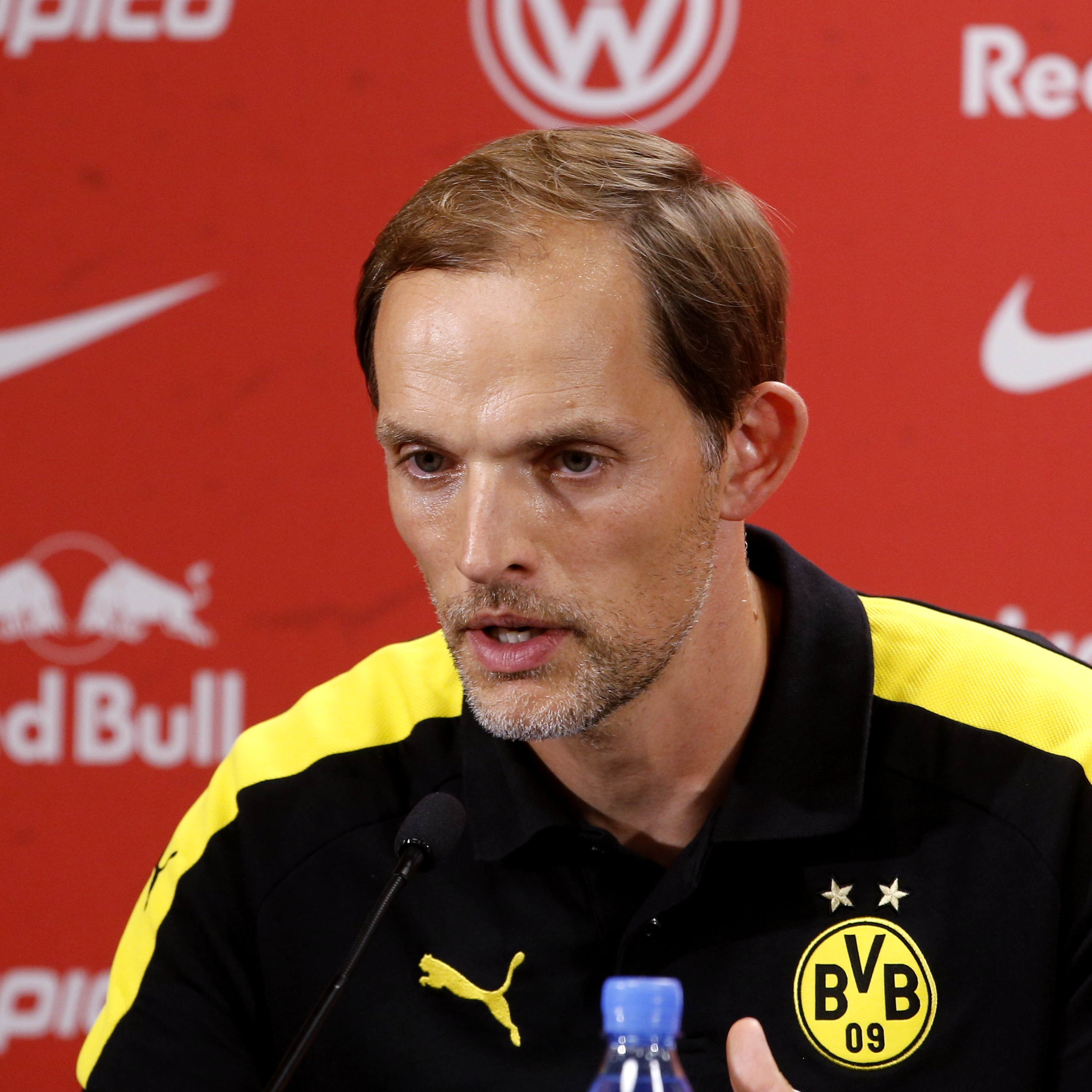
Thomas Tuchel lors de son passage au Borussia Dortmund.

L'équipe parisienne est entraînée par l'allemand Thomas Tuchel. Entraîneur de 45 ans, il commence sa carrière à Mayence en 2009. Tout juste promu, il stabilise le club en Bundesliga et le qualifie même en Ligue Europa à deux reprises avant de partir en 2014. Un an plus tard, il rejoint le Borussia Dortmund succédant à nouveau à Jürgen Klopp, entraîneur charismatique du club de la Ruhr (qui était aussi passé par Mayence). Sous la direction de Tuchel, le BVB s'affirme comme l'un des meilleurs clubs d'Allemagne derrière l'intouchable Bayern Munich. Il remporte une coupe d'Allemagne en 2017 face à ces mêmes bavarois. Il est cependant licencié à l'issue de sa deuxième saison malgré le meilleur pourcentage de victoire de l'histoire du club. Après une année sabbatique, Il est nommé le 7 juin 2018 comme le successeur d’Unai Emery à la tête de l'équipe parisienne.

### Effectif professionnel
Le tableau suivant liste l'effectif professionnel du PSG pour la saison 2018-2019.

### Joueurs prêtés
| N° | P. | Nat. | Nom                 | Club en prêt        | Compétition          | Championnat | Championnat | Championnat | Championnat  | Coupe d'Europe | Coupe d'Europe | Coupe d'Europe | Coupe d'Europe | Coupes nationales | Coupes nationales | Coupes nationales | Coupes nationales | Total | Total | Total  | Total        |
| N° | P. | Nat. | Nom                 | Club en prêt        | Compétition          | MJ          | B           | Averti      | Carton rouge | MJ             | B              | Averti         | Carton rouge   | MJ                | B                 | Averti            | Carton rouge      | MJ    | B     | Averti | Carton rouge |
| -- | -- | ---- | ------------------- | ------------------- | -------------------- | ----------- | ----------- | ----------- | ------------ | -------------- | -------------- | -------------- | -------------- | ----------------- | ----------------- | ----------------- | ----------------- | ----- | ----- | ------ | ------------ |
| 1  | G  |      | Rémy Descamps       | Clermont Foot       | Ligue 2              | 28          | 0           | 1           | 0            | -              | -              | -              | -              | 0                 | 0                 | 0                 | 0                 | 28    | 0     | 1      | 0            |
| 31 | G  |      | Kevin Trapp         | Eintracht Francfort | Bundesliga           | 33          | 0           | 2           | 0            | 12             | 0              | 1              | 0              | 0                 | 0                 | 0                 | 0                 | 45    | 0     | 3      | 0            |
| 7  | M  |      | Grzegorz Krychowiak | Lokomotiv Moscou    | Première Ligue russe | 0           | 0           | 0           | 0            | 0              | 0              | 0              | 0              | 0                 | 0                 | 0                 | 0                 | 0     | 0     | 0      | 0            |
| 9  | M  |      | Gaëtan Robail       | Valenciennes FC     | Ligue 2              | 30          | 10          | 3           | 0            | -              | -              | -              | -              | 2                 | 1                 | 0                 | 0                 | 32    | 11    | 3      | 0            |
| 21 | M  |      | Giovani Lo Celso    | Betis Séville       | La Liga              | 32          | 9           | 5           | 0            | 7              | 5              | 4              | 0              | 6                 | 3                 | 3                 | 1                 | 45    | 17    | 12     | 1            |
| 10 | A  |      | Jesé                | Betis Séville       | La Liga              | 14          | 2           | 2           | 0            | 2              | 0              | 0              | 0              | 2                 | 0                 | 0                 | 0                 | 18    | 2     | 2      | 0            |
| 23 | A  |      | Samuel Essende      | KAS Eupen           | Division 1A          | 16          | 0           | 0           | 0            | -              | -              | -              | -              | 3                 | 0                 | 1                 | 0                 | 19    | 0     | 1      | 0            |
| 28 | A  |      | Timothy Weah        | Celtic FC           | Scottish Premiership | 13          | 3           | 2           | 0            | 1              | 0              | 0              | 0              | 3                 | 1                 | 0                 | 0                 | 17    | 4     | 2      | 0            |

## Statistiques

### Statistiques collectives
| Compétition           | Débute au tour   | Termine       | Matches joués | Gagnés | Nuls | Perdus | Buts pour | Buts contre | Différence |
| --------------------- | ---------------- | ------------- | ------------- | ------ | ---- | ------ | --------- | ----------- | ---------- |
| Trophée des champions | Finale           | Vainqueur     | 1             | 1      | 0    | 0      | 4         | 0           | +4         |
| Ligue 1               | -                | Champion      | 38            | 29     | 4    | 5      | 105       | 35          | +70        |
| Ligue des champions   | Phase de groupes | 1/8 de finale | 8             | 4      | 2    | 2      | 20        | 12          | +8         |
| Coupe de la Ligue     | 1/8 de finale    | 1/4 de finale | 2             | 1      | 0    | 1      | 3         | 3           | 0          |
| Coupe de France       | 1/32 de finale   | Finale        | 6             | 5      | 1    | 0      | 17        | 1           | +16        |
| Total                 | -                | -             | 55            | 40     | 7    | 8      | 149       | 51          | +98        |

### Statistiques individuelles
(Mis à jour le 24 mai 2019)
| Numéro | Nat. | Nom           | Championnat | Championnat | Championnat    | Championnat | Championnat  | Ligue des champions | Ligue des champions | Ligue des champions | Ligue des champions | Ligue des champions | Coupe de France | Coupe de France | Coupe de France | Coupe de France | Coupe de France | Coupe de la Ligue | Coupe de la Ligue | Coupe de la Ligue | Coupe de la Ligue | Coupe de la Ligue | Trophée des champions | Trophée des champions | Trophée des champions | Trophée des champions | Trophée des champions | Total | Total       | Total          | Total  | Total        |
| Numéro | Nat. | Nom           | M.j.        | But inscrit | Passe décisive | Averti      | Carton rouge | M.j.                | But inscrit         | Passe décisive      | Averti              | Carton rouge        | M.j.            | But inscrit     | Passe décisive  | Averti          | Carton rouge    | M.j.              | But inscrit       | Passe décisive    | Averti            | Carton rouge      | M.j.                  | But inscrit           | Passe décisive        | Averti                | Carton rouge          | M.j.  | But inscrit | Passe décisive | Averti | Carton rouge |
| ------ | ---- | ------------- | ----------- | ----------- | -------------- | ----------- | ------------ | ------------------- | ------------------- | ------------------- | ------------------- | ------------------- | --------------- | --------------- | --------------- | --------------- | --------------- | ----------------- | ----------------- | ----------------- | ----------------- | ----------------- | --------------------- | --------------------- | --------------------- | --------------------- | --------------------- | ----- | ----------- | -------------- | ------ | ------------ |
| 1      |      | Buffon        | 17          | -18         | 0              | 0           | 0            | 5                   | -6                  | 0                   | 0                   | 0                   | 1               | 0               | 0               | 0               | 0               | 1                 | -1                | 0                 | 0                 | 0                 | 1                     | 0                     | 0                     | 0                     | 0                     | 25    | -25         | 0              | 0      | 0            |
| 2      |      | Silva         | 25          | 0           | 1              | 4           | 0            | 7                   | 0                   | 0                   | 0                   | 0                   | 4               | 0               | 0               | 0               | 0               | 2                 | 0                 | 0                 | 0                 | 0                 | 1                     | 0                     | 0                     | 0                     | 0                     | 39    | 0           | 1              | 4      | 0            |
| 3      |      | Kimpembe      | 24          | 0           | 1              | 4           | 1            | 8                   | 1                   | 0                   | 1                   | 0                   | 3               | 0               | 0               | 0               | 0               | 1                 | 0                 | 0                 | 0                 | 0                 | 0                     | 0                     | 0                     | 0                     | 0                     | 36    | 1           | 1              | 5      | 1            |
| 4      |      | Kehrer        | 27          | 1           | 2              | 4           | 0            | 7                   | 0                   | 0                   | 2                   | 0                   | 5               | 0               | 0               | 1               | 0               | 1                 | 0                 | 0                 | 0                 | 0                 | 0                     | 0                     | 0                     | 0                     | 0                     | 40    | 1           | 2              | 7      | 0            |
| 5      |      | Marquinhos    | 30          | 3           | 2              | 2           | 1            | 7                   | 1                   | 0                   | 1                   | 0                   | 4               | 0               | 0               | 0               | 0               | 2                 | 0                 | 0                 | 0                 | 0                 | 1                     | 0                     | 0                     | 0                     | 0                     | 44    | 4           | 2              | 3      | 1            |
| 6      |      | Verratti      | 26          | 0           | 2              | 7           | 0            | 7                   | 0                   | 0                   | 2                   | 0                   | 3               | 1               | 1               | 3               | 0               | 1                 | 0                 | 0                 | 1                 | 0                 | 1                     | 0                     | 0                     | 0                     | 0                     | 38    | 1           | 3              | 13     | 0            |
| 7      |      | Mbappé        | 29          | 33          | 6              | 5           | 1            | 8                   | 4                   | 4                   | 1                   | 0                   | 4               | 2               | 3               | 0               | 1               | 2                 | 0                 | 0                 | 0                 | 0                 | 0                     | 0                     | 0                     | 0                     | 0                     | 43    | 39          | 13             | 6      | 2            |
| 8      |      | Paredes       | 16          | 0           | 2              | 1           | 0            | 2                   | 0                   | 0                   | 1                   | 0                   | 4               | 0               | 0               | 1               | 0               | 0                 | 0                 | 0                 | 0                 | 0                 | 0                     | 0                     | 0                     | 0                     | 0                     | 22    | 0           | 2              | 3      | 0            |
| 9      |      | Cavani        | 21          | 18          | 3              | 1           | 0            | 7                   | 2                   | 1                   | 0                   | 0                   | 3               | 2               | 1               | 1               | 0               | 2                 | 1                 | 0                 | 1                 | 0                 | 0                     | 0                     | 0                     | 0                     | 0                     | 33    | 23          | 5              | 3      | 0            |
| 10     |      | Neymar Jr     | 17          | 15          | 7              | 2           | 0            | 6                   | 5                   | 1                   | 2                   | 0                   | 3               | 2               | 2               | 2               | 0               | 1                 | 1                 | 0                 | 1                 | 0                 | 1                     | 0                     | 0                     | 0                     | 0                     | 28    | 23          | 10             | 7      | 0            |
| 11     |      | Di María      | 30          | 12          | 11             | 2           | 0            | 8                   | 2                   | 3                   | 1                   | 0                   | 4               | 3               | 1               | 1               | 0               | 2                 | 0                 | 1                 | 0                 | 0                 | 1                     | 2                     | 0                     | 0                     | 0                     | 45    | 19          | 16             | 4      | 0            |
| 12     |      | Meunier       | 22          | 3           | 3              | 1           | 0            | 5                   | 1                   | 2                   | 1                   | 0                   | 3               | 1               | 0               | 0               | 0               | 1                 | 0                 | 1                 | 0                 | 0                 | 0                     | 0                     | 0                     | 0                     | 0                     | 31    | 5           | 6              | 2      | 0            |
| 13     |      | Alves         | 23          | 1           | 7              | 4           | 0            | 3                   | 0                   | 0                   | 1                   | 0                   | 4               | 2               | 0               | 0               | 0               | 2                 | 0                 | 0                 | 0                 | 0                 | 0                     | 0                     | 0                     | 0                     | 0                     | 32    | 3           | 7              | 5      | 0            |
| 14     |      | Bernat        | 25          | 1           | 2              | 6           | 1            | 8                   | 3                   | 0                   | 2                   | 0                   | 6               | 0               | 0               | 2               | 0               | 2                 | 0                 | 0                 | 1                 | 0                 | 0                     | 0                     | 0                     | 0                     | 0                     | 41    | 4           | 2              | 11     | 1            |
| 16     |      | Areola        | 21          | -17         | 0              | 1           | 0            | 3                   | -6                  | 0                   | 0                   | 0                   | 5               | -1              | 0               | 0               | 0               | 2                 | -2                | 0                 | 0                 | 0                 | 0                     | 0                     | 0                     | 0                     | 0                     | 31    | -26         | 0              | 1      | 0            |
| 17     |      | Choupo-Moting | 22          | 3           | 0              | 0           | 0            | 4                   | 0                   | 0                   | 0                   | 0                   | 4               | 0               | 2               | 0               | 0               | 1                 | 0                 | 0                 | 0                 | 0                 | 0                     | 0                     | 0                     | 0                     | 0                     | 31    | 3           | 2              | 0      | 0            |
| 18     |      | Lo Celso      | 1           | 0           | 0              | 0           | 0            | 0                   | 0                   | 0                   | 0                   | 0                   | 0               | 0               | 0               | 0               | 0               | 0                 | 0                 | 0                 | 0                 | 0                 | 0                     | 0                     | 0                     | 0                     | 0                     | 1     | 0           | 0              | 0      | 0            |
| 19     |      | Diarra        | 3           | 0           | 0              | 0           | 0            | 0                   | 0                   | 0                   | 0                   | 0                   | 0               | 0               | 0               | 0               | 0               | 0                 | 0                 | 0                 | 0                 | 0                 | 1                     | 0                     | 0                     | 0                     | 0                     | 4     | 0           | 0              | 0      | 0            |
| 20     |      | Kurzawa       | 19          | 1           | 2              | 4           | 0            | 0                   | 0                   | 0                   | 0                   | 0                   | 2               | 0               | 0               | 1               | 0               | 0                 | 0                 | 0                 | 0                 | 0                 | 0                     | 0                     | 0                     | 0                     | 0                     | 21    | 1           | 2              | 5      | 0            |
| 21     |      | Weah          | 2           | 1           | 0              | 1           | 0            | 0                   | 0                   | 0                   | 0                   | 0                   | 0               | 0               | 0               | 0               | 0               | 0                 | 0                 | 0                 | 0                 | 0                 | 1                     | 1                     | 0                     | 0                     | 0                     | 3     | 2           | 0              | 1      | 0            |
| 22     |      | Jesé          | 0           | 0           | 0              | 0           | 0            | 0                   | 0                   | 0                   | 0                   | 0                   | 1               | 0               | 0               | 0               | 0               | 0                 | 0                 | 0                 | 0                 | 0                 | 0                     | 0                     | 0                     | 0                     | 0                     | 1     | 0           | 0              | 0      | 0            |
| 23     |      | Draxler       | 31          | 3           | 8              | 6           | 0            | 7                   | 0                   | 1                   | 2                   | 0                   | 6               | 2               | 2               | 0               | 0               | 2                 | 0                 | 0                 | 0                 | 0                 | 0                     | 0                     | 0                     | 0                     | 0                     | 46    | 5           | 11             | 8      | 0            |
| 24     |      | Nkunku        | 22          | 3           | 2              | 0           | 0            | 0                   | 0                   | 0                   | 0                   | 0                   | 5               | 0               | 0               | 0               | 0               | 1                 | 0                 | 0                 | 0                 | 0                 | 1                     | 1                     | 0                     | 0                     | 0                     | 29    | 4           | 2              | 0      | 0            |
| 25     |      | Rabiot        | 14          | 2           | 1              | 3           | 0            | 5                   | 0                   | 0                   | 0                   | 0                   | 0               | 0               | 0               | 0               | 0               | 0                 | 0                 | 0                 | 0                 | 0                 | 1                     | 0                     | 1                     | 0                     | 0                     | 20    | 2           | 2              | 3      | 0            |
| 27     |      | Diaby         | 25          | 2           | 6              | 0           | 0            | 1                   | 0                   | 0                   | 0                   | 0                   | 6               | 1               | 1               | 0               | 0               | 2                 | 1                 | 0                 | 0                 | 0                 | 0                     | 0                     | 0                     | 0                     | 0                     | 34    | 4           | 7              | 0      | 0            |
| 28     |      | Bernede       | 2           | 0           | 0              | 0           | 0            | 0                   | 0                   | 0                   | 0                   | 0                   | 0               | 0               | 0               | 0               | 0               | 0                 | 0                 | 0                 | 0                 | 0                 | 1                     | 0                     | 0                     | 0                     | 0                     | 3     | 0           | 0              | 0      | 0            |
| 31     |      | Dagba         | 17          | 0           | 2              | 2           | 0            | 1                   | 0                   | 0                   | 0                   | 0                   | 3               | 0               | 0               | 0               | 0               | 0                 | 0                 | 0                 | 0                 | 0                 | 1                     | 0                     | 0                     | 0                     | 0                     | 22    | 0           | 2              | 2      | 0            |
| 32     |      | Rimane        | 1           | 0           | 0              | 0           | 0            | 0                   | 0                   | 0                   | 0                   | 0                   | 1               | 0               | 0               | 0               | 0               | 0                 | 0                 | 0                 | 0                 | 0                 | 1                     | 0                     | 0                     | 0                     | 0                     | 3     | 0           | 0              | 0      | 0            |
| 33     |      | Güclü         | 1           | 1           | 0              | 0           | 0            | 0                   | 0                   | 0                   | 0                   | 0                   | 0               | 0               | 0               | 0               | 0               | 0                 | 0                 | 0                 | 0                 | 0                 | 0                     | 0                     | 0                     | 0                     | 0                     | 1     | 1           | 0              | 0      | 0            |
| 34     |      | Nsoki         | 12          | 0           | 0              | 0           | 0            | 0                   | 0                   | 0                   | 0                   | 0                   | 2               | 0               | 0               | 1               | 0               | 0                 | 0                 | 0                 | 0                 | 0                 | 1                     | 0                     | 2                     | 0                     | 0                     | 15    | 0           | 2              | 0      | 0            |
| 36     |      | Mbe Soh       | 2           | 0           | 0              | 0           | 0            | 0                   | 0                   | 0                   | 0                   | 0                   | 0               | 0               | 0               | 0               | 0               | 0                 | 0                 | 0                 | 0                 | 0                 | 0                     | 0                     | 0                     | 0                     | 0                     | 2     | 0           | 0              | 0      | 0            |

#### Onze de départ (toutes compétitions)
| \| No. \| Pos. \| Joueur \| Titulaire \| Notes \| \| --- \| ---- \| ---------------- \| --------- \| --------------------------- \| \| 1 \| GB \| Alphonse Areola \| 31 \| Buffon a 23 titularisations \| \| 2 \| DC \| Thiago Silva \| 37 \| \| \| 4 \| DC \| Thilo Kehrer \| 30 \| \| \| 3 \| DC \| Presnel Kimpembe \| 34 \| \| \| 12 \| DD \| Thomas Meunier \| 27 \| \| \| 14 \| DG \| Juan Bernat \| 36 \| \| \| 5 \| MD \| Marquinhos \| 43 \| \| \| 6 \| MD \| Marco Verratti \| 33 \| \| \| 11 \| AiD \| Ángel Di María \| 42 \| \| \| 23 \| AiG \| Julian Draxler \| 32 \| Neymar a 26 titularisations \| \| 7 \| AC \| Kylian Mbappé \| 36 \| Cavani a 27 titularisations \| | Areola Silva (C) Kehrer Kimpembe Meunier Bernat Marquinhos Verratti Di María Draxler Mbappé |                  |           |                             |
| No. | Pos.                                                                                        | Joueur           | Titulaire | Notes                       |
| 1 | GB                                                                                          | Alphonse Areola  | 31        | Buffon a 23 titularisations |
| 2 | DC                                                                                          | Thiago Silva     | 37        |                             |
| 4 | DC                                                                                          | Thilo Kehrer     | 30        |                             |
| 3 | DC                                                                                          | Presnel Kimpembe | 34        |                             |
| 12 | DD                                                                                          | Thomas Meunier   | 27        |                             |
| 14 | DG                                                                                          | Juan Bernat      | 36        |                             |
| 5 | MD                                                                                          | Marquinhos       | 43        |                             |
| 6 | MD                                                                                          | Marco Verratti   | 33        |                             |
| 11 | AiD                                                                                         | Ángel Di María   | 42        |                             |
| 23 | AiG                                                                                         | Julian Draxler   | 32        | Neymar a 26 titularisations |
| 7 | AC                                                                                          | Kylian Mbappé    | 36        | Cavani a 27 titularisations |

## Affluence et télévision

### Affluence
Affluence du Paris SG à domicile

### Retransmission télévisée
Près de 1 000 000 téléspectateurs assistent au 1er match du championnat opposant le Paris SG au SM Caen.